# Цира
Цира (груз. წირა) — село в Грузии, на территории Ахалцихского муниципалитета края (мхаре) Самцхе-Джавахети.

## География
Село находится в южной части Грузии, к востоку от реки Лерциана (левый приток Поцхови), на расстоянии приблизительно 4 километров (по прямой) к северо-северо-западу от города Ахалцихе, административного центра муниципалитета. Абсолютная высота — 1243 метра над уровнем моря.

## Население
По результатам официальной переписи населения 2014 года, в Цире проживал 451 человек (215 мужчин и 236 женщин). В национальной структуре населения армяне составляли 98,4 %, грузины — 1,6 %.
| Год  | Население, человек |
| ---- | ------------------ |
| 2002 | 426                |
| 2014 | ↗ 451              |